# Herzblatt
Herzblatt (Parnassia) bildet eine Pflanzengattung in der Unterfamilie der Herzblattgewächse (Parnassioideae) innerhalb der Familie der Spindelbaumgewächse (Celastraceae). Die Gattung Parnassia enthält über 70 nur auf der Nordhalbkugel beheimatete Arten.

## Beschreibung
Die morphologischen Merkmale innerhalb der Gattung sind sehr einheitlich.

### Vegetative Merkmale
Parnassia-Arten wachsen als ausdauernde krautige Pflanzen. Alle Pflanzenteile sind unbehaart. Es werden robuste, sympodiale Rhizome ausgebildet. Die in grundständigen Rosetten und meist auch am Stängel verteilt angeordneten Laubblätter sind meist in Blattstiel und Blattspreite gegliedert. Der Blattstiel ist meist lang, nur die Grundblätter sind manchmal mehr oder weniger ungestielt. Die Blattspreite ist einfach. Die Nebenblätter sind häutig.

### Generative Merkmale
Die Blüten stehen einzeln und endständig auf den Stängeln. Die zwittrigen Blüten sind radiärsymmetrisch und fünfzählig mit doppeltem Perianth. Der Blütenbecher (Hypanthium) ist frei oder mit dem Fruchtknoten verwachsen. Die fünf freien Kelchblätter überdecken sich etwas dachziegelig (imbricat). Die fünf freien, ebenfalls imbricaten Kronblätter sind weiß bis gelblich oder selten grünlich mit gefranstem, ausgenagtem oder glattem Rand. Es sind zwei unterschiedliche Staubblattkreise vorhanden. Der äußere besteht aus fertilen Staubblättern, während die Blätter des inneren Kreises in Schüppchen mit fädigen Strahlen mit drüsigen Spitzen geteilt sind (Schein-Nektarblätter). Der einkammerige, oberständige bis halboberständige Fruchtknoten enthält in parietaler Plazentation sehr viele Samenanlagen. Blütenbesucher zeigen sich selten; am ehesten Schwebfliegen.
Die aufrecht stehenden, manchmal kantigen Kapselfrüchte öffnen sich oben mit vier (sehr selten drei oder fünf) Klappen und enthalten sehr viele Samen. Die braunen „feilspanförmigen“ (verkehrt-eiförmigen oder länglichen) Samen sind mit 1 bis 2 mm sehr klein, mit dünner, häutiger, netzartiger oder glatter Samenschale (Testa). Es kann wenig Endosperm vorhanden sein.

## Verbreitung
Sie haben ihre Verbreitung von den gemäßigten Breiten bis zur Arktis der Nordhalbkugel (Holarktis). Das Mannigfaltigkeitszentrum befindet sich im östlichen Himalaja und den Gebirgen West- und Südwestchinas mit 63 Arten von insgesamt über 70, wovon 49 allein in China vorkommen. Etwa 60 Arten kommen in den Gebirgsketten im südwestlichen China vor. Etwa zehn Arten sind in Nordamerika beheimatet. Die Typusart Sumpf-Herzblatt (Parnassia palustris L.) ist am weitesten verbreitet in Eurasien und Nordamerika.

## Systematik
Der Gattungsname Parnassia wurde von Carl von Linné in Species Plantarum, 1, 1753, S. 273 erstveröffentlicht. Die Typusart ist Parnassia palustris L.
Eine vorlinneische Bedeutung des wissenschaftlichen Namens scheint zu fehlen, da diese Pflanze durch ihre zirkumpolare Verbreitung den antiken Autoren unbekannt sein musste. Die Benennungsgeschichte wurde von Carl von Linné nicht aufgeklärt, es liegt jedoch das lateinische Parnassius (griechisch Parnasios) zugrunde „vom Berge Parnaß in Phokis, an dessen Hang Delphi und die heilige Quelle Kastalia liegen“. Somit bezieht sich Parnassia wohl auf den Standort in Quellfluren und Sumpfwiesen.
Die systematische Stellung der Gattung Parnassia wurde oft diskutiert. Sie bildete lange eine eigene Familie Parnassiaceae (beispielsweise bei Gray 1821, Hutchinson 1969, Dahlgren 1980, Takhtajan 1969, 1997). Sie bildete lange alleine eine Unterfamilie Parnassioideae in der Familie der Saxifragaceae (beispielsweise bei Engler 1930, Thorne 1976, Dahlgren 1980, Cronquist 1981, Ku 1987, 1995, Gu & Hultgård 2001). Sie war in der Unterfamilie Parnassioideae eingegliedert in die Familie der Droseraceae (beispielsweise bei Pace 1912, Schoennagel 1931) und stand so den Hypericaceae (Arber 1913, Jay 1971) nahe. Auch der Familie der Crassulaceae (Bensel and Palser 1975) wurde sie zugeordnet. Molekulargenetische Untersuchungen zeigten erst, dass sie eine Familie Parnassiaceae zusammen mit der monotypischen Gattung Lepuropetalon Elliott bilden (Chase et al. 1993, Angiosperm Phylogeny Group (APG) 1998, Soltis et al. 2000, APG II 2003, Wu et al. 2003). Zuletzt wurden die beiden Gattungen als Unterfamilie Parnassioideae in die Familie der Celastraceae (siehe AGP III) eingegliedert.
Die Gattung Parnassia wurde Franchet 1897 in zwei, dann Drude 1875 in vier und von Engler 1930 und auch Handel-Mazzetti 1941 in fünf Sektionen gegliedert. Phillips stellte 1982 die neue Sektion Longiloba auf. Bei Ku 1987 gliederte die Gattung in neun Sektionen und dies wurde von Gu & Hultgård 2001 übernommen. Bei Wu et al. 2003 galt Nectaroquinquelobos als Synonym der Sektion Allolobos und es wurde Franchets Sektion Xiphosandra reaktiviert.
Die Gattung Parnassia wird nach Ding Wu, Hong Wang, De-Zhu Li & Stephen Blackmore 2005 in zehn Sektionen gegliedert (hier jeweils mit einer Auswahl an Arten):
- Sektion Allolobos T.C.Ku:
  - Parnassia monochoriifolia Franch.: Sie kommt im nordöstlichen Yunnan vor.[5]
  - Parnassia wightiana Wall. ex Wight & Arn.: Sie kommt von Afghanistan bis China und das nördliche Thailand vor.[6]
- Sektion Cladoparnassia
  - Parnassia faberi Oliv.: Sie kommt in Sichuan und Yunnan vor.[5]

- Sektion Fimbripetalum:

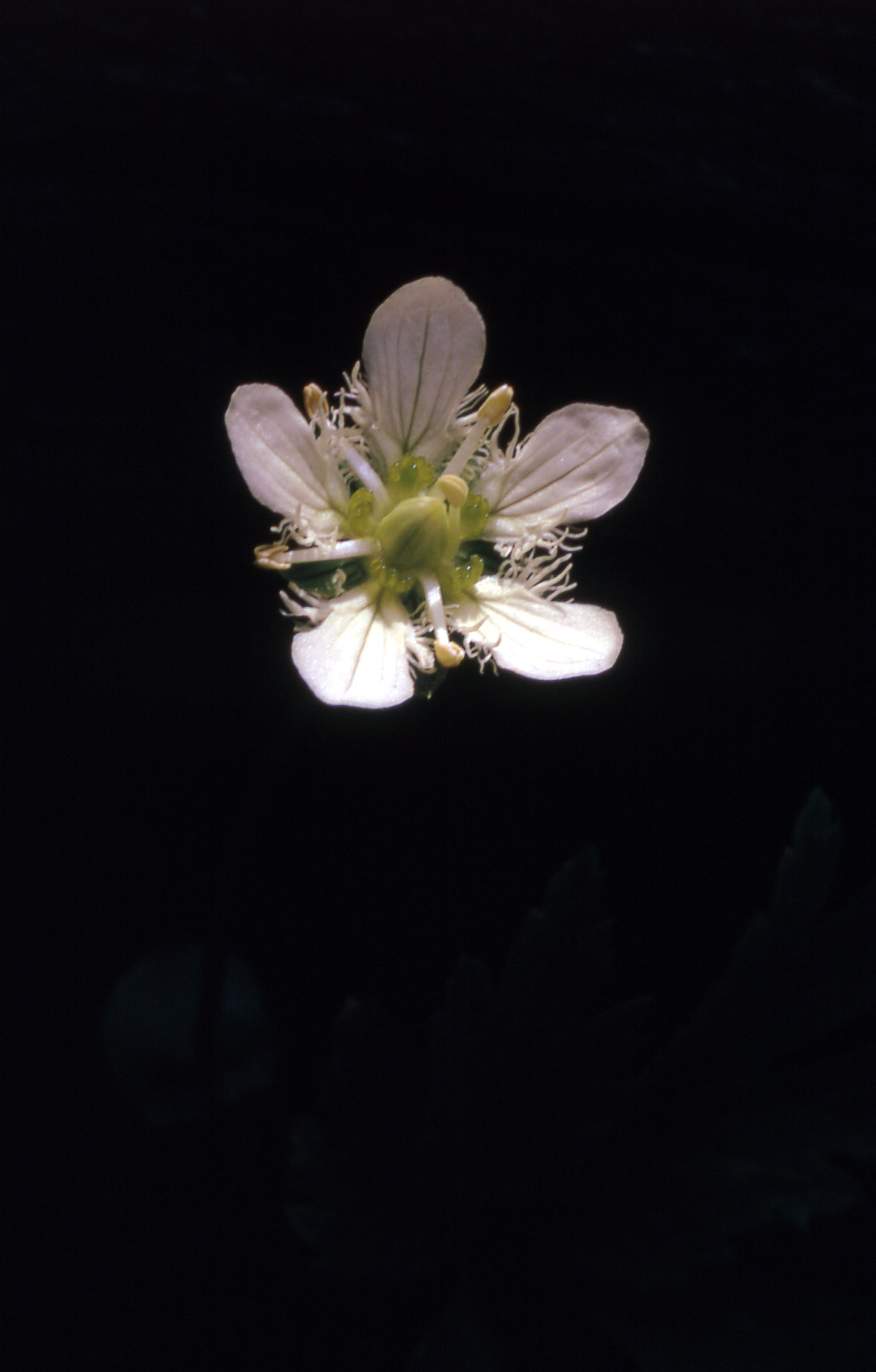
Sektion Fimbripetalum: Fünfzählige Blüte mit gefransten Kronblättern von Parnassia fimbriata

  - Parnassia amoena Diels: Sie kommt im südöstlichen Sichuan vor.[5]
  - Parnassia fimbriata K.D.Koenig: Sie kommt in Alaska, Kanada und in den nordwestlichen Vereinigten Staaten vor.[7]
  - Parnassia foliosa Hook.f. & Thoms.: Sie kommt im nördlichen Indien, in Japan und in China vor.[5]
  - Parnassia noemiae Franch.: Sie kommt in Sichuan vor.[5]
- Sektion Nectarobilobos T.C.Ku:
  - Parnassia bifolia Nekr.: Sie kommt in Russland und in Xinjiang in Höhenlagen zwischen 2200 und 2800 Metern vor.[5]
- Sektion Nectaroquinquelobos T.C.Ku:
  - Parnassia perciliata Diels: Sie kommt im südöstlichen Sichuan vor.[5]
- Sektion Nectarotrilobos T.C.Ku:
  - Parnassia brevistyla (Brieger) Hand.-Mazz.: Sie kommt in China in Höhenlagen zwischen 2800 und 4400 Metern vor.[5]
  - Parnassia cacuminum Hand.-Mazz.: Sie kommt im südlichen Qinghai und im westlichen Sichuan in Höhenlagen zwischen 3400 und 4300 Metern vor.[5]
  - Parnassia chinensis Franch.: Sie kommt in Nepal, Sikkim, Bhutan, im nördlichen Myanmar und in China in Höhenlagen zwischen 3600 und 4200 Metern vor.[5]
  - Parnassia crassifolia Franch.: Sie kommt im westlichen Sichuan und im nördlichen Yunnan in Höhenlagen zwischen 2500 und 3300 Metern vor.[5]
  - Parnassia delavayi Franch.: Sie kommt in China und Bhutan vor.[7]
  - Parnassia epunctulata J.T.Pan: Sie kommt im nordwestlichen Yunna in Höhenlagen zwischen 3400 und 3800 Metern vor.[5]
  - Parnassia laxmanni Pall.: Sie kommt in Kasachstan, Sibirien, in der Mongolei und in Xinjiang vor.[5]
  - Parnassia leptophylla Hand.-Mazz.: Sie kommt im südlichen und westlichen Sichuan in Höhenlagen zwischen 200 und 3600 Metern vor.[5]
  - Parnassia lutea Batalin: Sie kommt im nordöstlichen Qinghai in Höhenlagen zwischen 3500 und 4100 Metern vor.[5]
  - Parnassia mysorensis Heyne ex Wight & Arn.: Sie kommt im nördlichen Indien, in Sikkim und in China in Höhenlagen zwischen 2500 und 3600 Metern vor.[5]
  - Parnassia nubicola Wall. ex Royle: Sie kommt in Afghanistan, Pakistan, Kaschmir, Indien, Nepal, Bhutan, Yunnan und Xizang vor. In China gedeiht sie in zwei Varietäten in Höhenlagen zwischen 2700 und 3900 Metern.[5]
  - Parnassia oreophila Hance: Sie kommt in China in Höhenlagen zwischen 1600 und 3000 Metern vor.[5]
  - Parnassia pusilla Wall. ex Arn.: Sie kommt im nördlichen Indien, in Nepal, Bhutan, Sikkim und im südlichen Xizang vor.[5]
  - Parnassia submysorensis J.T.Pan: Sie kommt im nordwestlichen Yunnan in Höhenlagen zwischen 3400 und 3600 Metern vor.[5]
- Sektion Odontohymen T.C.Ku:
  - Parnassia farreri W.E.Evans: Sie kommt in Myanmar und im nordwestlichen Yunnan in Höhenlagen zwischen 3000 und 3400 Metern vor.[5]
- Sektion Parnassia:
  - Parnassia glauca Raf.: Sie kommt in Kanada und in den Vereinigten Staaten vor.[8]
  - Sumpf-Herzblatt (Parnassia palustris L., Syn.: Parnassia parviflora DC., Parnassia californica (A. Gray) Greene)
- Sektion Saxifragastrum T.C.Ku:
  - Parnassia longipetala Hand.-Mazz.: Sie kommt in vier Varietäten im südöstlichen Xizang und im nordwestlichen Yunnan in Höhenlagen zwischen 2400 und 3900 Metern vor.[5]
  - Parnassia tenella Hook.f. & Thomson: Sie kommt in Nepal, Sikkim und in China in Höhenlagen zwischen 2800 und 3400 Metern vor.[5]
  - Parnassia yunnanensis Franch.: Sie gedeiht in Wäldern, sumpfigen Wiesen, grasigen Hängen und Fließgewässerufern in Höhenlagen zwischen 3300 und 4300 Meter im westlichen Sichuan und nordwestlichen Yunnan.[5]
- Sektion Xiphosandra Franch.

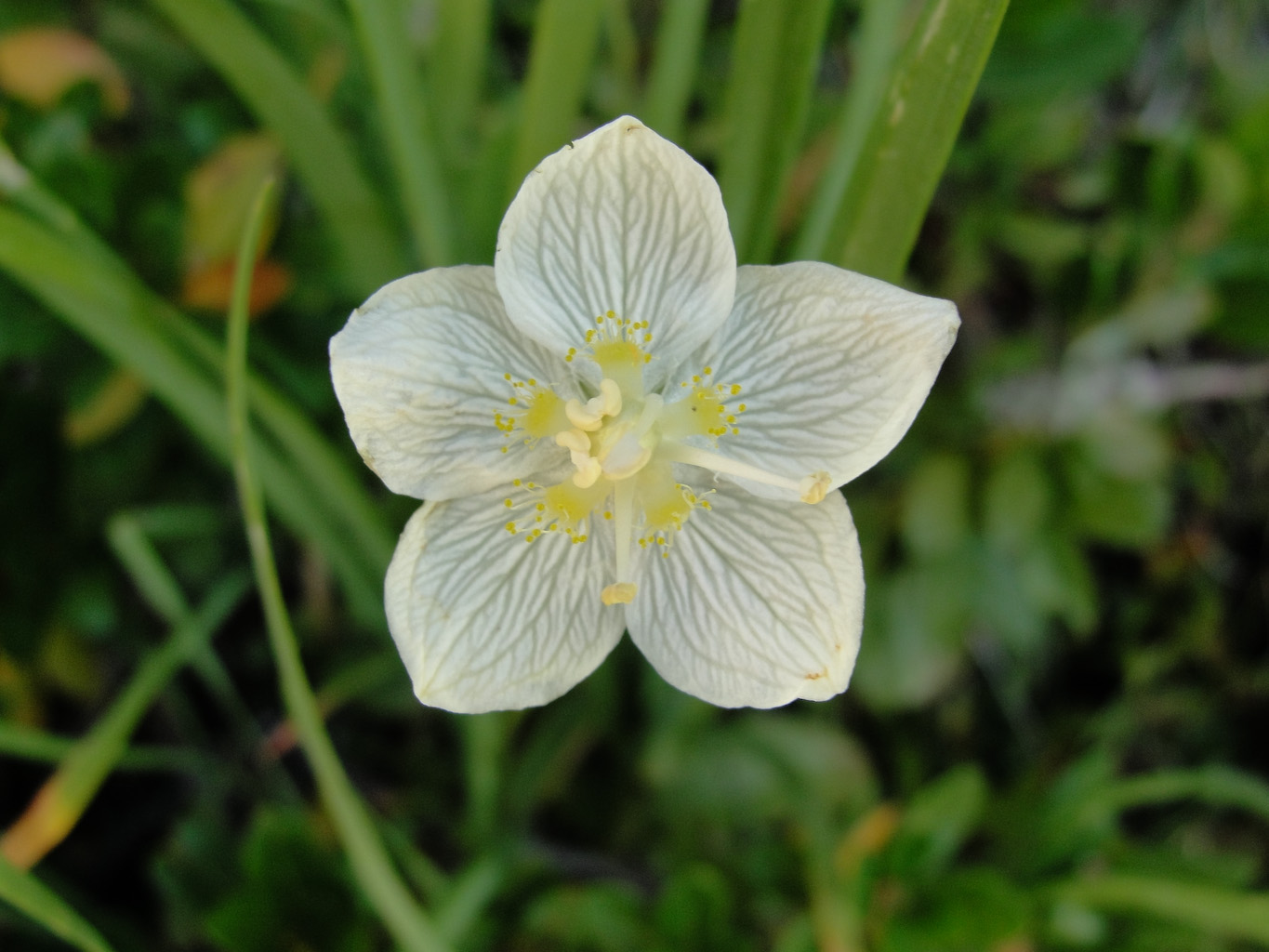
Fünfzählige Blüte von Parnassia californica

- Ohne Zuordnung zu einer Sektion (Hier eine Auswahl von weiteren Arten):
  - Parnassia alpicola Makino: Sie kommt auf der japanischen Insel Honshu vor.[7]
  - Parnassia angustipetala T.C.Ku: Sie ist ein Endemit an Waldrändern und auf alpinen Matten in Höhenlagen von etwa 2900 Meter im südwestlichen Sichuan (Muli Zang Zu Zizhixian).
  - Parnassia asarifolia Vent.: Sie kommt in den südlichen und südöstlichen Vereinigten Staaten vor.[8]
  - Parnassia cabulica Planch. ex Clarke: Sie kommt vom südlichen Iran bis zum westnordwestlichen Pakistan vor.[6]
  - Parnassia caroliniana Michx.: Sie kommt in Florida und in North Carolina und South Carolina vor.[7]
  - Parnassia chengkouensis T.C.Ku: Sie kommt im nordöstlichen Sichuan vor.[5]
  - Parnassia cirrata Piper: Sie kommt in  British Columbia, in Idaho, Nevada, Oregon, Washington, in Kalifornien und im mexikanischen Bundesstaat Durango vor.[8]
  - Parnassia cooperi W.E.Evans: Sie kommt in Bhutan, Sikkim und im südöstlichen Xizang vor.[5]
  - Parnassia cordata (Drude) Z.P.Jien ex T.C.Ku: Sie kommt in Indien und im nordwestlichen Yunnan in Höhenlagen zwischen 3200 und 4100 Metern vor.[5]
  - Parnassia davidii Franch.: Sie kommt in zwei Varietäten in Sichuan vor.[5]
  - Parnassia degeensis T.C.Ku: Sie kommt im nordwestlichen Sichuan vor.[5]
  - Parnassia deqenensis T.C.Ku: Sie kommt im südöstlichen Xizang und im nordwestlichen Yunnan in Höhenlagen zwischen 2900 und 4200 Metern vor.[5]
  - Parnassia dilatata Hand.-Mazz.: Sie kommt im südwestlichen Guizhou vor.[5]
  - Parnassia esquirolii H.Lév.: Sie kommt in Guizhou vor.[5]
  - Parnassia filchneri Ulbr.: Sie kommt in Qinghai vor.[5]
  - Parnassia gansuensis T.C.Ku: Sie kommt im südlichen Gansu vor.[5]
  - Parnassia grandifolia DC.: Sie kommt in den Vereinigten Staaten vor.[8]
  - Parnassia guilinensis G.Z.Li & S.C.Tang: Sie kommt im nordöstlichen Guangxi vor.[5]
  - Parnassia humilis T.C.Ku: Sie kommt in Xizang in Höhenlagen um 5000 Meter vor.[5]
  - Parnassia kangdingensis T.C.Ku: Sie kommt im westlichen Sichuan vor.[5]
  - Parnassia kotzebuei Cham. ex Spreng.: Sie kommt in Alaska, Grönland, in Kanada und in den Vereinigten Staaten vor.[8]
  - Parnassia labiata Z.P.Jien: Sie kommt im westlichen Sichuan vor.
  - Parnassia lanceolata T.C.Ku: Sie kommt im westlichen Sichuan und im nordwestlichen Yunnan in Höhenlagen zwischen 3600 und 3900 Metern vor.[5]
  - Parnassia lijiangensis T.C.Ku: Sie kommt im nordwestlichen Yunnan vor.[5]
  - Parnassia longipetaloides J.T.Pan: Es ist ein Endemit auf alpinen Matten in Höhenlagen zwischen 3600 und 4100 Meter im nordwestlichen Yunnan (Eryuan Xian und Lijiang Naxi Zu Zizhixian).[5]
  - Parnassia longshengensis T.C.Ku: Sie kommt im nordöstlichen Guangxi vor.[5]
  - Parnassia obovata Hand.-Mazz.: Sie kommt in Guizhou vor.[5]
  - Parnassia omeiensis T.C.Ku: Sie kommt in Sichuan vor.[5]
  - Parnassia petitmenginii H.Lév.: Sie kommt in Guizhou vor.[5]
  - Parnassia qinghaiensis J.T.Pan: Sie kommt im südlichen Qinghai in Höhenlagen um 4200 Metern vor.[5]
  - Parnassia rhombipetala B.L.Chai: Sie kommt im südlichen Sichuan vor.[5]
  - Parnassia scaposa Mattf.: Sie kommt in China in Höhenlagen zwischen 3700 und 4500 Metern vor.[5]
  - Parnassia simaoensis Y.Y.Qian: Sie kommt im südlichen Yunnan vor.[5]
  - Parnassia subscaposa C.Y.Wu ex T.C.Ku: Sie kommt im nordwestlichen Yunnan in Höhenlagen um 4200 Meter vor.[5]
  - Parnassia tibetana Z.P.Jien ex T.C.Ku: Sie kommt im südlichen Xizang in Höhenlagen um 3700 Meter vor.[5]
  - Parnassia trinervis Drude: Sie kommt in China in Höhenlagen zwischen 3100 und 4500 Metern vor.[5]
  - Parnassia venusta Z.P.Jien: Sie kommt im nordwestlichen Yunnan in Höhenlagen zwischen 3600 und 4000 Metern vor.[5]
  - Parnassia viridiflora Batalin: Sie kommt in China in Höhenlagen zwischen 3600 und 4100 Metern vor.[5]
  - Parnassia wightiana Wall. ex Wight & Arn.: Sie kommt im nördlichen Indien, in Nepal, Bhutan, Sikkim, im nördlichen Thailand und in China vor.[5]
  - Parnassia xinganensis C.Z.Gao & G.Z.Li: Sie kommt in Guangxi vor.[5]
  - Parnassia yanyuanensis T.C.Ku: Sie kommt im südwestlichen Sichuan in Höhenlagen um 4000 Meter vor.[5]
  - Parnassia yiliangensis T.C.Ku: Sie kommt im nordöstlichen Yunnan vor.[5]
  - Parnassia yui Z.P.Jien: Sie kommt im nordwestlichen Yunnan in Höhenlagen um 3000 Meter vor.[5]
  - Parnassia yulongshanensis T.C.Ku: Es ist ein Endemit auf alpinen Matten in Höhenlagen zwischen 4100 und 5300 Meter im nordwestlichen Yunnan (Lijiang Naxi Zu Zizhixian).[5]

## Nutzung
Einige Parnassia-Arten, beispielsweise Parnassia wightiana Wall. ex Wight & Arn., Parnassia delavayi Franch. und Parnassia foliosa Hook. f. & Thoms. wurden medizinisch genutzt. Über eine Weitere Nutzung durch den Menschen ist nichts bekannt.